# Collor
Collor (en quechua “Estrella”) es un sitio arqueológico en el Perú. Está situado a 7 km de la localidad de Namora en el departamento de Cajamarca, provincia de Cajamarca, Distrito de Namora. El sitio se encuentra a una altitud de unos 2.970 m s. n. m. sobre una montaña llamada Coyor (Quyllur), al este del laguna San Nicolás.
Collor fue declarada Patrimonio Cultural de la Nación mediante Resolución Directoral Nacional Nº 284 el 16 de abril de 2004.